# 레드 원 (영화)
《레드 원》(영어: Red One)은 2024년 개봉한 미국의 액션, 모험, 크리스마스 영화로, 제이크 캐즈던이 감독을 맡았다.
이 영화는 2024년 11월 6일 워너브라더스 픽처스를 통해 국제적으로 처음 개봉되었고, 11월 15일 메트로-골드윈-메이어를 통해 미국에서 개봉되었다. 이 영화는 2억~2억 5천만 달러의 예산으로 전 세계적으로 1억 8,570만 달러의 수익을 올렸고 비평가들로부터 대체로 부정적인 평가를 받았다.

## 줄거리
비밀리에 운영되는 다국적 군사 조직 MORA는 신화 속 생물들과 인간 사이의 평화 조약을 수호한다. 산타클로스의 보안 책임자인 칼럼 드리프트는 늘어나는 '나쁜 아이 명단'에 실망하여 마지막 크리스마스 업무를 마치고 은퇴하려 한다. 크리스마스 이브, 정체불명의 특수 부대가 북극 기지를 습격하여 산타를 납치한다. MORA 국장 조 하로는 프리랜서 해커 잭 오말리가 기지 위치 정보를 유출한 사실을 알아내고 그를 추궁한다. 산타에 대해 회의적인 잭은 해당 정보가 무엇을 의미하는지 몰랐으며 익명의 구매자에게 보냈을 뿐이라고 주장한다. 조는 잭에게 산타를 찾는 일을 맡기고 추적 장치를 심는다. 칼럼은 마지못해 잭과 팀을 이룬다.
그들은 정보 구매자인 테드를 찾아 아루바로 향하지만, 테드는 정보를 판 사람이 겨울 마녀 그리라임을 밝히자마자 그녀의 눈사람 부하들에게 얼어 죽는다. 칼럼은 그리라가 산타의 양동생이자 '나쁜 아이 명단'을 만든 크람푸스와 협력하고 있다고 의심한다. 칼럼과 잭은 크람푸스의 은신처에 침입하지만 붙잡힌다. 칼럼은 크람푸스에게 산타가 그를 그리워한다는 사실을 알리지만 크람푸스는 거부하고 그리라가 마법의 감금 설구(雪球) '글라스캐피그'를 되찾으러 왔다는 사실을 밝힌다. 잭은 칼럼의 마법 장갑을 되찾아주고 둘은 탈출한다.
그리라와 아들들은 산타의 마력을 흡수하는 금고에 산타를 가두고, '나쁜 아이 명단'에 오른 모든 사람을 가두려 글라스캐피그를 복제한다. 그리라는 잭과 그의 아들 딜런에게 설구를 시험하는데, 설구 안에서 진심을 나눈 둘은 '더 착해져' 설구를 깨뜨린다. 추적 장치를 따라 북극 기지로 돌아온 조와 칼럼은 그리라 일당이 기지 내부에 숨어 있었다는 사실을 알게 된다. 그리라의 변신 부대가 기지를 장악한 것이다. 이들은 붙잡힌 미세스 클로스와 보안 직원들을 풀어주고 산타의 옛 작업장에서 잭과 딜런, 그리고 설구 대량 생산 장비를 발견한다.
그리라는 산타의 썰매를 이용해 '글라스캐피그'를 배포하려 한다. 칼럼과 잭은 크람푸스의 도움을 받아 그리라를 막는다. 산타는 정신을 차리고 순록의 도움을 받아 그리라를 물리치고, 그녀를 설구 안에 가둔다. 산타와 크람푸스는 서로를 인정하고 평화롭게 헤어지고, 그리라는 조의 관리하에 들어간다.
모두가 크리스마스 이브를 준비한다. 산타는 잭과 딜런을 초대하고, 칼럼은 잭이 딜런과의 관계를 회복하는 모습을 보며 은퇴를 포기한다.

## 출연진
- 드웨인 존슨 - 캘럼 드리프트 역
- 크리스 에반스 - 잭 오맬리 역
- 루시 류 - 조이 할로 역
- J. K. 시먼스 - 산타 클로스 역
- 보니 헌트 - 클로스 부인 역
- 키어넌 십카 - 그릴라 역
- 크리스토페르 히비우 - 크람푸스 역
- 닉 크롤 - 테드 역
- 웨슬리 키멀 - 딜런 역
- 메리 엘리자베스 엘리스 - 올리비아 역

## 참고 사항
- 아마존 프라임 비디오 오리지널 영화로 기획되었으나 극장 개봉하는 것으로 변경되었다.[1]